# Jurij Mitropolśki
Jurij Ołeksijowycz Mitropolśki (ukr. Юрій Олексійович Митропольський, ur. 21 grudnia 1916?/3 stycznia 1917 w Szyszakach, zm. 14 czerwca 2008 w Kijowie) – radziecki i ukraiński matematyk.

## Życiorys
W 1932 eksternistycznie ukończył 7-letnią szkołę w Kijowie, później pracował w fabryce, w 1938 skończył 10-klasową szkołę średnią i rozpoczął studia na Wydziale Mechaniczno-Matematycznym Kijowskiego Uniwersytetu Państwowego im. Szewczenki. Podczas studiów ukończył kursy snajperskie, po ataku Niemiec na ZSRR zgłosił się do partyjnego komitetu uczelni z prośbą o skierowanie na front jako snajpera, jednak okazało się, że z braku karabinów snajperskich musiał poczekać na wezwanie do armii z komisariatu wojskowego. 7 lipca 1941 został powołany do armii i skierowany do miasta Czuhujiw, gdzie służył w 39 pułku. W październiku 1941 w związku z zarządzeniem ludowego komisarza obrony ZSRR Timoszenki dotyczących zmobilizowanych studentów czwartego i piątego roku został skierowany do Kazachstanu, gdzie do miasta Kyzyłorda został ewakuowany Uniwersytet Kijowski. W marcu 1942 w przyśpieszonym trybie zdał wszystkie egzaminy w Kazachskim Uniwersytecie Państwowym im. Kirowa i został skierowany do Riazańskiej Szkoły Piechoty w mieście Tałgar, którą ukończył w marcu 1943 i w stopniu porucznika został skierowany na Front Stepowy.
Po demobilizacji w 1946 pracował w Akademii Nauk Ukrainy w Kijowie, a od 1949 do 1951 był starszym pracownikiem naukowym w Instytucie Mechaniki Budowlanej Akademii Nauk Ukraińskiej SRR, później od 1951 pracował w Instytucie Matematyki Akademii Nauk Ukraińskiej SRR jako starszy pracownik naukowy, kierownik wydziału (1953–1956), zastępca dyrektora ds. naukowych (1956–1958) i dyrektor instytutu (1958–1988), a od 1988 honorowy dyrektor instytutu. Jednocześnie z pracą w Instytucie Matematyki pracował w Prezydium Akademii Nauk Ukraińskiej SRR jako kierownik wydziału nauk fizyczno-matematycznych (1961-1963), wydziału matematyki, mechaniki i cybernetyki (1963–1982), wydziału matematyki i mechaniki (1982–1986) i matematyki (1986–1990). W 1991 został doradcą prezydium Narodowej Akademii Nauk Ukrainy. Był także pracownikiem naukowym Kijowskiego Uniwersytetu Państwowego im. Szewczenki jako docent (1949–1951), kierownik działu (1951–1953) i profesorem działu równań różniczkowych (1954-1989). Wypromował stu kandydatów i 25 doktorów nauk fizyczno-matematycznych. W 1951 otrzymał stopień doktora nauk technicznych, a w 1953 profesora, w 1961 został członkiem rzeczywistym Akademii Nauk Ukrainy, a w 1984 członkiem rzeczywistym Akademii Nauk ZSRR. W 1992 został członkiem rzeczywistym Towarzystwa Naukowego im. Szewczenki we Lwowie, był także (od 1971) zagranicznym akademikiem-korespondentem Akademii Nauk w Bolonii (Włochy). Został pochowany na Cmentarzu Bajkowa.

## Nagrody i odznaczenia
- Order Państwa Bohatera Ukrainy (18 stycznia 2007)
- Medal Sierp i Młot Bohatera Pracy Socjalistycznej (ZSRR, 31 grudnia 1986)
- Order Lenina (ZSRR, 31 grudnia 1986)
- Nagroda Leninowska (ZSRR, 1965)
- Nagroda Państwowa Ukraińskiej SRR (1980)
- Nagroda Państwowa Ukrainy (1997)
- Order Rewolucji Październikowej (ZSRR, 20 lipca 1971)
- Order Księcia Jarosława Mądrego V klasy (1997)
- Order Wojny Ojczyźnianej II klasy (ZSRR, 11 marca 1985)
- Order Czerwonego Sztandaru Pracy (ZSRR, 5 stycznia 1977)
- Order Czerwonej Gwiazdy (dwukrotnie, 30 sierpnia 1944 i 8 czerwca 1945)
- Nagroda Narodowej Akademii Nauk Ukrainy im. Kryłowa (1969)
- Nagroda Narodowej Akademii Nauk Ukrainy im. Bogolubowa (1993)
- Nagroda Narodowej Akademii Nauk Ukrainy im. Ławrientjewa (1999)
- Srebrny Medal Za Zasługi dla Nauki i Ludzkości Akademii Nauk Czechosłowacji (1977)

I inne.